# Asemesthes ales
Asemesthes ales är en spindelart som beskrevs av Tucker 1923. Asemesthes ales ingår i släktet Asemesthes och familjen plattbuksspindlar. Inga underarter finns listade i Catalogue of Life.